# Bengt Andersson (Fußballspieler)
Bengt Andersson (* 11. August 1966 in Kungsbacka) ist ein schwedischer Fußballspieler. Der Torwart, der 1995 in der schwedischen Nationalmannschaft debütierte, gewann 2007 mit IFK Göteborg den Lennart-Johansson-Pokal für den schwedischen Meistertitel.

## Werdegang
Andersson spielte in der Jugend bei Kungsbacka IF und Hanhals BK. 1979 wechselte der Torwart in die Jugendabteilung von GAIS, wo er 1984 in der ersten Mannschaft debütierte. Zwei Jahre später schloss er sich IK Brage an, wo er bis 1992 über 100-mal das Tor hütete. 1993 zog er weiter zu Örgryte IS, wo er sich durch gute Leistungen in der Allsvenskan in den Kreis der Nationalmannschaft spielte. Am 4. Juni 1995 feierte er bei der 0:1-Niederlage gegen die brasilianische Landesauswahl sein Nationalmannschaftsdebüt. In der Folge war er zunächst hinter Thomas Ravelli hauptsächlich Ersatzmann, ehe er ihn im folgenden Jahr zeitweise verdrängen konnte.
Als Nationalmannschaftstorwart machte Andersson international auf sich aufmerksam. Im Sommer 1996 wechselte er daher nach Spanien zu CD Teneriffa. Hier blieb er jedoch glücklos und kam in seinen zwei Jahren in der Primera División nur auf 20 Einsätze, so dass er in der Nationalelf von Magnus Hedman beerbt wurde und sich im Sommer 1998 zur Rückkehr nach Schweden entschloss. Beim Traditionsverein IFK Göteborg etablierte er sich auf Anhieb als Stammtorhüter, musste jedoch bis 2007 bis zu seinem ersten Titelgewinn warten. Nach dem Gewinn des schwedischen Meistertitels kündigte der mittlerweile 41-jährige das Ende seiner Profikarriere an.
Andersson schloss sich dem Sechstligisten Tölö IF an. Im Sommer kehrte er jedoch wieder in den höherklassigen Fußball zurück, als er sich dem norwegischen Klub Moss FK in der zweitklassigen Adeccoligaen anschloss. Anfang 2009 meldete IFK Norrköping Interesse an einer Verpflichtung Anderssons als Ersatztorwart an, da sich der eigentliche Ersatzmann David Nilsson in der Saisonvorbereitung verletzt hatte. Letztlich kam das Engagement nicht zustande.
Im  Mai kehrte Andersson in die Allsvenskan zurück. Bei seinem ehemaligen Klub Örgryte IS hatten sich die Torhüter Nathan Coe und Peter Abrahamsson verletzt und die Mannschaft stand mit nur einem Punktgewinn am Tabellenende. Nachdem sogar ein Comeback von Sportchef Dick Last angedacht war, entschied sich der Klub, den elffachen Nationalspieler bis zur Sommerpause Anfang Juni zu reaktivieren. Dank guter Leistungen verlängerte der Klub den Vertrag bis Saisonende. Andersson blieb als Stammspieler zwischen den Pfosten des Göteborger Klubs, konnte jedoch den Wiederabstieg des Aufsteigers nicht verhindern. Obwohl er weiter aktiv spielen wollte, verlängerte der Göteborger Klub seinen Vertrag nicht.
Andersson setzte seine Karriere daher im Amateurbereich fort, im April 2011 schloss er sich dem Siebtligisten Önnereds IK an. Kurze Zeit später verpflichtete ihn zusätzlich der Viertligist Assyriska BK als Torwarttrainer. Ende 2012 verpflichtete ihn der Fünftligist Kållered SK als neuen Cheftrainer. Im Sommer 2013 wurde er reaktiviert und schloss sich als erfahrener dritter Torhüter erneut dem im Abstiegskampf in der zweitklassigen Superettan befindlichen Örgryte IS an. Bis zum Saisonende blieb er ohne Einsatz während der Verein als Tabellenvorletzter in die Drittklassigkeit abstieg.